# Modrzejec
Modrzejec (Haematoxylum  L.) – rodzaj roślin należący do rodziny bobowatych (podrodziny brezylkowych). Należą do niego tylko 2 lub 3 gatunki (w zależności od przyjętej systematyki), występujące w strefie tropikalnej. Gatunkiem typowym jest H. campechianum L.

## Systematyka
Pozycja według APweb (aktualizowany system APG III z 2009)
Jeden z rodzajów podrodziny brezylkowych Caesalpinioideae w obrębie bobowatych Fabaceae s.l.
Pozycja w systemie Reveala (1993–1999)
Gromada okrytonasienne (Magnoliophyta Cronquist), podgromada Magnoliophytina Frohne & U. Jensen ex Reveal, klasa Rosopsida Batsch, podklasa różowe (Rosidae Takht.), nadrząd Fabanae R. Dahlgren ex Reveal, rząd bobowce (Fabales Bromhead), rodzina bobowate (Fabaceae Lindl.), rodzaj modrzejec (Haematoxylum  L.).
Wykaz gatunków
- Haematoxylum campechianum L. – modrzejec kampechiański
- Haematoxylum brasiletto H.Karst.
- Haematoxylum dinteri (Harms) Harms, syn. Caesalpinia dinteri Harms